# Mio in the Land of Faraway
Mio in the Land of Faraway (Mio min Mio in svedese; Мио, мой Мио in russo) è un film fantasy del 1987 diretto da Vladimir Grammatikov e interpretato da Christopher Lee, Christian Bale, Nicholas Pickard, Timothy Bottoms e Susannah York.
Il film è basato sul romanzo Mio piccolo mio (Mio, min Mio) del 1954 della scrittrice svedese Astrid Lindgren e racconta la storia di un ragazzo di Stoccolma che si reca in un mondo di fantasia e libera la terra dall'oppressione di un cavaliere malvagio. Il cast è composto in gran parte da attori di nazionalità britannica, russi e scandinavi. Il film è stato girato in lingua inglese e successivamente doppiato in russo e svedese. La pellicola viene premiata al Cinekid Film Award di Amsterdam ma il pubblico svedese accoglie sfavorevolmente l'adattamento cinematografico del romanzo giudicandolo povero rispetto al testo originale della Lindgren.

## Trama
Bosse è un orfano, a causa della morte di sua madre e della sparizione di suo padre e viene trascurato dai suoi tutori: la zia Edna e lo zio Sixten. Inoltre è anche bersaglio di alcuni bulli. Frequenta un bambino che è anche il suo migliore amico, di nome Benke. Una notte fugge per andare in cerca di suo padre e incontra la signora Lundin, una gentile negoziante che gli dona una mela e gli chiede di spedirle una cartolina. La cartolina porta come indirizzo la Terra di Lontano (The Land of Faraway) e informa il Re dell'imminente arrivo di Bosse. Non appena il bambino spedisce la cartolina, la mela che gli era stata data in dono diventa d'oro. Facendola cadere per la sorpresa, il  bambino si imbatte in un genio intrappolato in una bottiglia e lo libera. Si scopre così che il genio è uno spirito che ha cercato Bosse viaggiando per la Terra di Lontano e che la mela d'oro serve ad identificare che si tratti proprio di lui. Il ragazzo si aggrappa alla barba del genio e viene trasportato in questa landa fantasiosa. Appena giunto sulle Green Meadow Island, scopre che il quel luogo il suo nome è cambiato in Mio e che suo padre è il Re. In questa nuova vita viene trattato con amore e riceve in dono un cavallo di nome Miramis. Inoltre, fa amicizia con altri bambini tra i quali un ragazzo di campagna di nome Jiri, il pastorello Nonno e il figlio del giardiniere di nome Jum-Jum. Quest'ultimo si scopre essere il doppio di Benke che come lui assume un'altra identità in questo mondo fantastico. Insieme, i due ragazzi imparano a suonare il flauto di Pan da Nonno.
Ma non tutto è bello come appare e Mio apprende che Kato, un cavaliere malvagio della Terra di Fuori (Land Outside), rapisce i bambini per farli suoi servi strappando loro i cuori e sostituendoli con delle pietre. Chi si oppone viene trasformato in un uccello e condannato a volare in cerchio sul suo castello.
Mio decide di partire per la Foresta dei Misteri con Jum-Jum e Miramis. Durante il viaggio Mio strappa alcuni frammenti del suo mantello che rimane intrappolato tra i rovi. Nella foresta, incontrano la Tessitrice (The Weaver Woman) che riceve i ragazzi nella sua casa e rammenda il mantello di Mio cucendogli dentro una nuova fodera. Il bambino viene a sapere che la figlia della Tessitrice, Millimani, è una delle vittime di Kato ed impara anche che il suo destino è stato a lungo profetizzato come salvatore dei bambini rapiti: dovrà affrontare Kato nella Terra di Fuori.
Mio e Jum-Jum si incamminano verso la Terra di Fuori e nel tragitto incontrano Eno, un anziano affamato che vive in una caverna. Decidono di offrirgli del cibo. Per ringraziarli, Eno consiglia i ragazzi di cercare un'arma in grado di sconfiggere Kato  dal Forgiatore di Spade (Forger of Swords) che a sua volta è stato imprigionato e reso schiavo proprio dal cavaliere e che adesso si trova Blackest Mountain, oltre la Foresta Morta. Intanto, alcuni servi di Kato catturano Miramis e i due ragazzi sono costretti a proseguire a piedi mentre vengono inseguiti. Durante la fuga, i due amici si separano perdendosi attraverso le gallerie di una montagna e si ritrovano suonando a vicenda il loro flauto. Finalmente, raggiungono il Forgiatore di Spade che spiega ai due ragazzi che Kato possiede un cuore di pietra e realizza per loro una spada in grado di penetrarlo.
Mio e Jum-Jum arrivano al castello di Kato ma vengono catturati e imprigionati e il cavaliere getta la spada di Mio nel lago. Tuttavia, Mio scopre che il suo mantello è stato foderato con un tessuto che lo rende invisibile se indossato al rovescio e riesce anche a recuperare la spada con l'aiuto degli uccelli prigionieri. Armato e invisibile, raggiunge la stanza di Kato eludendo le guardie. Giunto al cospetto del cavaliere, si toglie il mantello e sfida Kato, uccidendolo. Il cavaliere colpito si trasforma in una roccia e si sbriciola. Mio raccoglie il cuore di pietra di Kato da terra e lo getta fuori dalla finestra dove si trasforma in un uccello e vola via.
Gli uccelli che volavano sul castello, ritornano bambini e Jum-Jum e Miramis vengono liberati mentre il castello crolla. La Foresta Morta ritorna a vivere. I due ragazzi ritornano sulle Green Meadow Island e si ricongiungono felicemente alle loro famiglie.

## Produzione
La pellicola è stata co-prodotta da diverse compagnie provenienti dalla Svezia, Norvegia e l'Unione Sovietica e il bilancio per la realizzazione del film è stato di circa cinquanta milioni di corone svedesi rendendolo l'adattamento cinematografico più costoso tratto da un manoscritto di Astrid Lindgren.
Durante le riprese del film  in Ucraina, si è verificato il disastro di Chernobyl e il cast e la troupe sono stati costretti ad evacuare la zona e a rinviare le riprese di un mese. Nel 2008 Christian Bale rilascia un'intervista in cui dichiara: «Sapevamo che era accaduto qualcosa perché la produzione venne da noi e disse "abbiamo finito. Dobbiamo andarcene." Un mese dopo eravamo di nuovo al lavoro. Ci controllavano i piatti ad ogni pasto con un contatore Geiger.»

### Riprese
Le riprese si sono svolte a Stoccolma, Mosca, Ucraina e Scozia.

## Colonna sonora
La canzone intitolata Mio My Mio che accompagna il film come tema musicale, è stata composta da Benny Andersson e Björn Ulvaeus, ex membri degli ABBA ed eseguita dalla band svedese Gemini.